# James Cecil, 3. Baron Rockley
James Hugh Cecil, 3. Baron Rockley (* 5. April 1934; † 5. Dezember 2011) war ein britischer Peer, Geschäftsmann und parteiloser Politiker.

## Leben und Karriere
Cecil wurde am 5. April 1934 als Sohn von Robert Cecil, 2. Baron Rockley (1901–1976) und Anne Margaret Meade-Fetherstonhaugh (1912–1980) geboren. Er ist ein direkter Nachfahre von Robert Cecil, 1. Earl of Salisbury. James Cecil besuchte auf Wunsch des Vaters das Eton College und absolvierte seinen Militärdienst in der Royal Navy. Im Anschluss studierte er Philosophie, Politik und Wirtschaftswissenschaften.
Von 1970 bis 1996 war er Direktor bei Kleinwort Benson Ltd und von 1980 bis 1991 bei Equity & Law plc.
Bei Christie’s International plc war er von 1989 bis 1998 Direktor, sowie von 1989 bis 2002 bei Cobham plc. Cecil war Direktor der Abbey National von 1990 bis 1999, sowie beim The Foreign and Colonial Investment Trust plc von 1991 bis 2003.
Von 1996 bis zu seinem Tod war er Direktor der Cadogan Group Ltd. Bei Kleinwort Development Fund plc war er von 1988 bis 1993 Vorsitzender (Chairman). Er war von 1992 bis 1993 Vorsitzender von Midland Expressway und von 1993 bis 1996 von der Kleinwort Benson Group plc. Cecil war von 2001 bis 2010 Vorsitzender der Hall and Woodhouse Ltd und seit 2001 bei Lambert Energy Advisory.
Er war Mitglied des Treuhandrates (Trustee) der National Portrait Gallery von 1981 bis 1988. Von 1987 bis 1989 war er Vorsitzender  der Issuing Houses Association. Cecil war von 1999 bis 2004  Vorsitzender des Direktoriums (Chairman of Governors) der Milton Abbey School. Von 1988 bis 1994 gehörte er dem Design Council an. Er war Liveryman der Worshipful Company of Salters, wo er von 1998 bis 1999 Master war.

## Mitgliedschaft im House of Lords
Nach dem Tod seines Vaters 1976 erbte er dessen Titel Baron Rockley und den damals damit verbundenen Sitz im House of Lords. Seine Antrittsrede hielt er am 26. Februar 1990. 1997 meldete er sich zur City of London zu Wort. Dies war seine letzte Wortmeldung dort. 
Seinen Sitz verlor er durch den House of Lords Act 1999. Für einen der verbleibenden Sitze trat er nicht zur Wahl an.
Im Register of Hereditary Peers, die für eine Nachwahl zur Verfügung stehen, war er nicht verzeichnet.

## Familie und Tod
Er heiratete 1958 Lady Sarah Cadogan, Tochter von William Cadogan, 7. Earl Cadogan. Zusammen haben sie einen Sohn und zwei Töchter.
Er starb im Alter von 77 Jahren. Den Adelstitel erbte sein Sohn Anthony Cecil als 4. Baron.